# Diócesis de Viana (Brasil)
La diócesis de Viana (en latín: Dioecesis Vianensis y en portugués: Diocese de Viana) es una circunscripción eclesiástica de la Iglesia católica en Brasil. Se trata de una diócesis latina, sufragánea de la arquidiócesis de São Luís do Maranhão. Desde el 20 de febrero de 2019 su obispo es Evaldo Carvalho dos Santos, C.M..

## Territorio y organización
La diócesis tiene 26 000 km² y extiende su jurisdicción sobre los fieles católicos de rito latino residentes en 22 municipios del estado de Maranhão: Bacurituba, Cajapió, São Vicente Ferrer, São João Batista, Olinda Nova do Maranhão, Matinha, Penalva, Pedro do Rosário, Viana, Cajari, Vitória do Mearim, Conceição do Lago-Açu, Igarapé do Meio, Bela Vista do Maranhão, Monção, Pindaré-Mirim, Santa Inês, Tufilândia, Santa Luzia, Alto Alegre do Pindaré, Buriticupu y Bom Jesus das Selvas. 
La sede de la diócesis se encuentra en la ciudad de Viana, en donde se halla la Catedral de la Inmaculada Concepción.
En 2020 en la diócesis existían 27 parroquias. 

## Historia
La diócesis fue erigida el 30 de octubre de 1962 con la bula De Christi fidelium del papa Juan XXIII, obteniendo el territorio de la arquidiócesis de São Luís do Maranhão.

## Estadísticas
Según el Anuario Pontificio 2021 la diócesis tenía a fines de 2020 un total de 541 240 fieles bautizados.
| Año                                                                             | Población            | Población | Población      | Sacerdotes | Sacerdotes    | Sacerdotes    | Bautizados por sacerdote | Diáconos permanentes | Religiosos | Religiosos | Parroquias |
| Año                                                                             | Bautizados católicos | Total     | % de católicos | Total      | Clero secular | Clero regular | Bautizados por sacerdote | Diáconos permanentes | Varones    | Mujeres    | Parroquias |
| ------------------------------------------------------------------------------- | -------------------- | --------- | -------------- | ---------- | ------------- | ------------- | ------------------------ | -------------------- | ---------- | ---------- | ---------- |
| 1965                                                                            | 300 000              | 380 000   | 78.9           | 7          | 7             |               | 42 857                   |                      |            | 4          | 7          |
| 1968                                                                            | ?                    | 500 000   | ?              | 15         | 9             | 6             | ?                        |                      | 7          | 30         | 11         |
| 1976                                                                            | 310 239              | 317 868   | 97.6           | 15         | 7             | 8             | 20 682                   |                      | 8          | 37         | 13         |
| 1980                                                                            | 320 000              | 324 000   | 98.8           | 11         | 3             | 8             | 29 090                   |                      | 8          | 11         | 14         |
| 1990                                                                            | 429 000              | 434 000   | 98.8           | 24         | 14            | 10            | 17 875                   |                      | 10         | 23         | 14         |
| 1999                                                                            | 484 000              | 489 983   | 98.8           | 33         | 23            | 10            | 14 666                   |                      | 10         | 22         | 20         |
| 2000                                                                            | 488 000              | 503 986   | 96.8           | 31         | 24            | 7             | 15 741                   |                      | 7          | 29         | 25         |
| 2001                                                                            | 397 200              | 496 518   | 80.0           | 31         | 23            | 8             | 12 812                   |                      | 8          | 21         | 25         |
| 2002                                                                            | 459 000              | 541 750   | 84.7           | 41         | 33            | 8             | 11 195                   |                      | 8          | 26         | 25         |
| 2003                                                                            | 459 000              | 541 750   | 84.7           | 35         | 26            | 9             | 13 114                   |                      | 11         | 20         | 26         |
| 2004                                                                            | 460 000              | 550 000   | 83.6           | 35         | 27            | 8             | 13 142                   |                      | 10         | 28         | 26         |
| 2010                                                                            | 492 000              | 613 000   | 80.3           | 42         | 34            | 8             | 11 714                   | 1                    | 13         | 34         | 26         |
| 2014                                                                            | 516 000              | 647 358   | 79.7           | 35         | 27            | 8             | 14 742                   | 4                    | 11         | 40         | 27         |
| 2017                                                                            | 529 000              | 663 000   | 79.8           | 37         | 28            | 9             | 14 297                   | 4                    | 12         | 31         | 27         |
| 2020                                                                            | 541 240              | 678 520   | 79.8           | 42         | 32            | 10            | 12 886                   | 4                    | 25         | 39         | 27         |
| Fuente: Catholic-Hierarchy, que a su vez toma los datos del Anuario Pontificio. |                      |           |                |            |               |               |                          |                      |            |            |            |

## Episcopologio
- Amleto de Angelis, M.S.C. † (30 de mayo de 1963-25 de febrero de 1967 falleció)
- Francisco Hélio Campos † (14 de abril de 1969-23 de enero de 1975 falleció)
- Adalberto Paulo da Silva, O.F.M.Cap. (3 de abril de 1975-24 de mayo de 1995 nombrado obispo auxiliar de Fortaleza[nota 1])
- Xavier Gilles de Maupeou d'Ableiges (18 de febrero de 1998-7 de julio de 2010 retirado)
- Sebastião Lima Duarte (7 de julio de 2010-20 de diciembre de 2017 nombrado obispo de Caxias do Maranhão)
- Evaldo Carvalho dos Santos, C.M., desde el 20 de febrero de 2019